# Villa Kamogawa

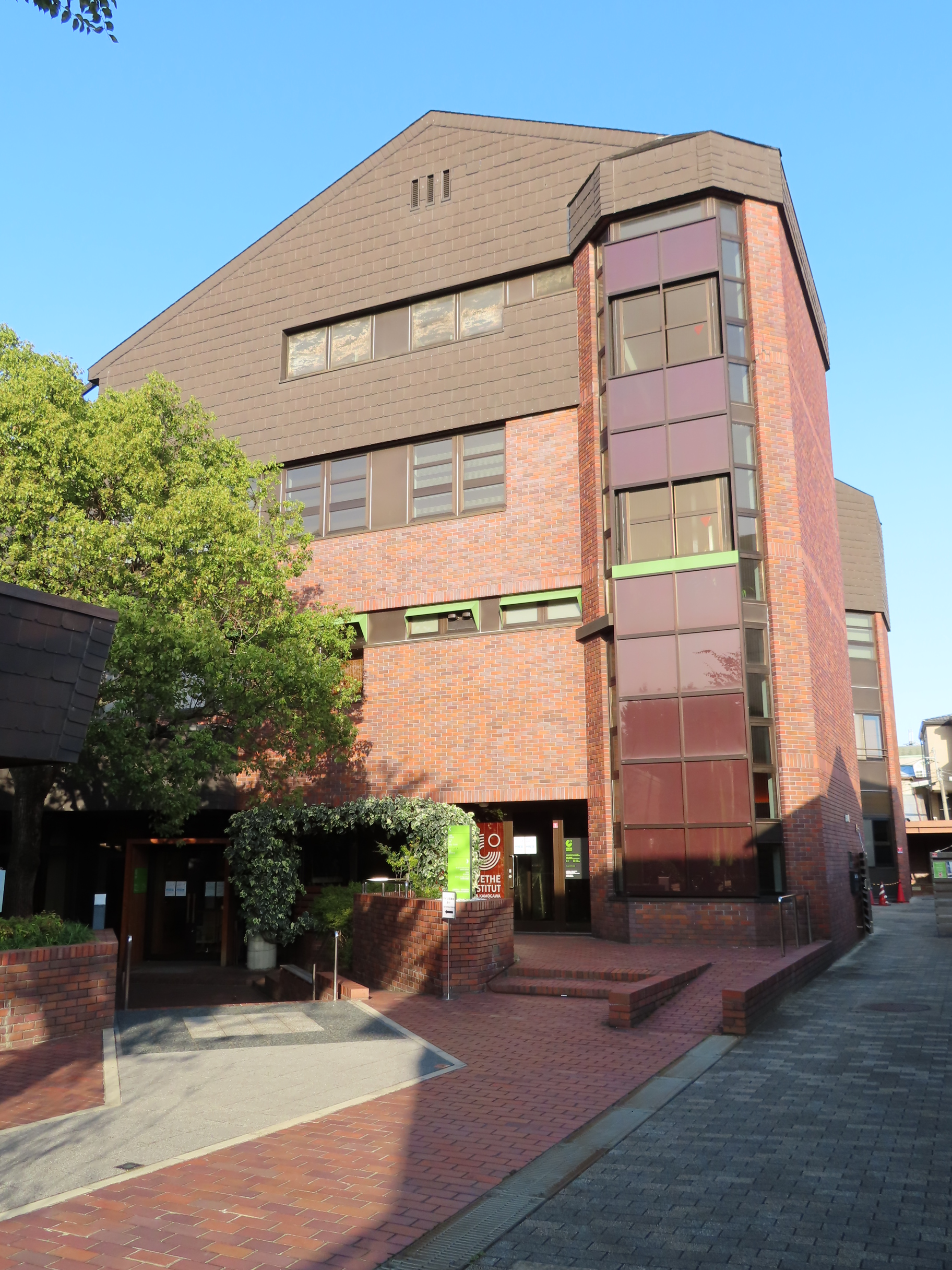
Photographie de Goethe-Institut Villa Kamogawa

La Goethe-Institut Villa Kamogawa (ゲーテ・インスティトゥート・ヴィラ鴨川, Gēte Insutitūto Vira Kamogawa) est une institution culturelle allemande à Kyoto, au Japon.

## Présentation
La Villa Kamogawa est soutenue par l'Institut Goethe et financée par le budget de l'Office des Affaires étrangères. Il offre aux artistes allemands la possibilité de vivre et de travailler au Japon grâce à une bourse de trois mois. Les bourses sont attribuées par un jury à des candidats des domaines de l'architecture, des arts visuels, des arts de la scène, du design, de la littérature, de la musique, du cinéma, de la théorie et de la critique culturelles. La bourse comprend une allocation de voyage, un hébergement gratuit, un cours de japonais et une allocation mensuelle.
Le bâtiment de la Villa Kamogawa, construit en 1983, se situe entre le palais impérial et l'université de Kyoto et est la propriété de la République fédérale d'Allemagne. Entre 2010 et 2011, l'ancien Goethe-Institut Kyoto est transformé en résidence d'artistes. L'ouverture sous le nouveau nom de Goethe-Institut Villa Kamogawa a lieu le 26 octobre 2011 à l'occasion du 150e anniversaire des relations germano-japonaises en présence du président fédéral Christian Wulff.
Des institutions similaires incluent la Villa Massimo à Rome et la Villa Aurora à Los Angeles. La résidence d'artistes français Villa Kujoyama ouvre ses portes à Kyoto en 1992.

## Boursiers
2011
Franz Anton Cramer (Théorie de la danse), Nina Fischer & Maroan el Sani (arts visuels), Lucy Fricke (littérature), Thomas Lehmen (chorégraphie), Andi Otto (musique).
2012
Stefan Goldmann (musique), Ulrike Haage & Eric Schaefer (musique/jazz), André Hörmann (cinéma), Veronika Kellndorfer (arts visuels), Claudius Lünstedt (spectacle vivant/drame), Ulrike Möschel (arts visuels), Silke Scheuermann (littérature), Hans-Christian Schink (arts visuels/photographie), Thorsten Trimpop (cinéma), Jens Ullrich (arts visuels), Suse Wächter (spectacle vivant/théâtre de marionnettes).
2013
Doris Dörrie (littérature/cinéma), Kota Ezawa (arts visuels), Stefanie Gaus & Volker Sattel (cinéma), Anika Gründer &  Florian Kirfel (architecture), Anke Haarmann (théorie et critique de la culture/arts visuels), Matthias Hoch (arts visuels/photographie), Hanna Schwarz & Phillip Sollmann (arts visuels/musique), Nis-Momme Stockmann (spectacle vivant/drame), Sascha Weidner (arts visuels).
2014
Ann Cotten (littérature), Dorothee Curio (spectacle vivant), Begüm Erciyas (spectacle vivant/danse), Anne Kathrin Greiner (arts visuels), David Hanauer (design), Andreas Hartmann (cinéma), Jan Jelinek (musique), Jörg Koopmann (arts visuels/photographie), Sven Pfeiffer (architecture), Marion Poschmann (littérature), Thomas & Renée Rapedius (arts visuels), Arne Zank (musique).
2015
Chris Bierl (arts visuels), Philip Bußmann (spectacle vivant), Iris Drögekamp & Thomas Weber (musique), Michael Hansmeyer (architecture), Susanna Hertich (design), Jan Klopfleisch (arts visuels), Rainer Komers (cinéma), Anahita Razmi (arts visuels), Gesine Schmidt (littérature/spectacle vivant), Antje Töpfer (spectacle vivant), Kevin Vennemann (littérature), Philip Widmann (cinéma).
2016
Nora Gomringer & Philipp Scholz (littérature/musique), Ludwig Heimbach (architecture), Timo Herbst (arts visuels), Daniela Hoferer (arts visuels), Thomas Köner (musique), Eva-Maria Koskinen & Jonas Rothlaender (cinéma), Hannes Mayer (architecture), Jakob Nolte & Leif Randt (littérature), Paula Rosolen (spectacle vivant), Lena Inken Schaefer (arts visuels), Andreas Schulze (arts visuels), Judith Seng (design).
2017
Tobias Daemgen (arts visuels), Dieter M. Gräf (littérature), Michael Graessner (spectacle vivant), Kerem Jehuda Halbrecht & Anna Hentschel (architecture), Mirko Hinrichs & Silvio Scheller (design), Viviana Kammel (arts visuels/littérature), Daniel Lang (cinéma), Brigitta Muntendorf (musique), Anne Pöhlmann (arts visuels), Nika Radic (arts visuels), Sarah Szczesny & Lena Willikens (musique/arts visuels), Julian Weber (spectacle vivant).
2018
Klara Bindl & Michael Beutler (arts visuels), Bernd Bräunlich & Marianna Christofides (arts visuels), Regine Dura & Hans-Werner Kroesinger (spectacle vivant), Katharina Kellermann & Rosa Wernecke (spectacle vivant), Kai Linke (design), Udo Moll (musique), Kaan Müjdeci (cinéma), Merle Radtke (théorie de la culture), Simon Rummel (musique), Timo Seber (arts visuels), Ansgar Staudt (architecture), Tobias Zielony (arts visuels).
2019
Kay Fingerle (architecture), Saskia Groneberg (arts visuels), Michael Hirschbichler (architecture), Leni Hoffmann (arts visuels), Eva Knopf (cinéma), An Laphan (arts visuels), Achim Lengerer (arts visuels), Lea Letzel (spectacle vivant), Guillaume Neu-Rinaudo & Birgit Severin (design), Lilian Peter (littérature), Jacopo Salvatori (musique), Jeanne Vogt (théorie et critique de la culture).